# 北海道道281号深川多度志線
北海道道281号深川多度志線（ほっかいどうどう281ごう ふかがわたどしせん）は、北海道深川市と雨竜郡秩父別町を結ぶ一般道道（北海道道）である。

## 概要
深川市南部を通る国道12号や国道233号から国道275号幌加内方面へのバイパス道路（抜け道）として利用されることがある。

### 路線データ
- 起点：北海道深川市西町（北海道道47号深川雨竜線交点）
- 終点：北海道深川市多度志（国道275号・北海道道98号旭川多度志線交点）
- 路線延長：13.7 km（総延長）

## 歴史
- 1957年（昭和32年）7月25日 - 228号として路線認定[1]。
- 1994年（平成6年）10月1日 - 路線番号を281号に変更[2]。

この路線の前身は、1920年（大正9年）4月1日に認定された準地方費道43号深川和寒線の一部である。

## 路線状況

### 主な峠
- 中山峠＝深川市一已町 - 秩父別町字中山

## 地理
深川市曙町 - 多度志間は丘陵地帯であることから、アップダウンや連続カーブが多く、冬期はスリップ事故などがしばしば起こっている。
近年は、この区間の一部について改良工事が行われているが、最も事故が多発する地点は改修予算の問題もあり手付かずのままである。

### 通過する自治体
- 空知総合振興局
  - 深川市 - 雨竜郡秩父別町 - 深川市

※深川市を起点とし、秩父別町を通過した後に再度深川市に戻るルートである。

### 交差する道路
深川市
- 北海道道47号深川雨竜線 - 西町（起点）
- 国道233号 - 一已町
- 国道275号 - 多度志（終点）
- 北海道道98号旭川多度志線 - 多度志（終点）

### 沿線にある施設など
深川市
- 北海道深川西高等学校 - 西町7-31
- 拓殖大学北海道短期大学 - メム4558
- JR北海道 留萌本線 北一已駅 - 一已町
- 深川市立北新小学校 - 一已2046